# Bactrocera occipitalis
Bactrocera occipitalis är en tvåvingeart som först beskrevs av Mario Bezzi 1919.  Bactrocera occipitalis ingår i släktet Bactrocera och familjen borrflugor. Inga underarter finns listade.